# Soractellus brunneus
Soractellus brunneus är en insektsart som beskrevs av Evans 1966. Soractellus brunneus ingår i släktet Soractellus och familjen dvärgstritar. Inga underarter finns listade i Catalogue of Life.